# Joseph Resch (Maler)

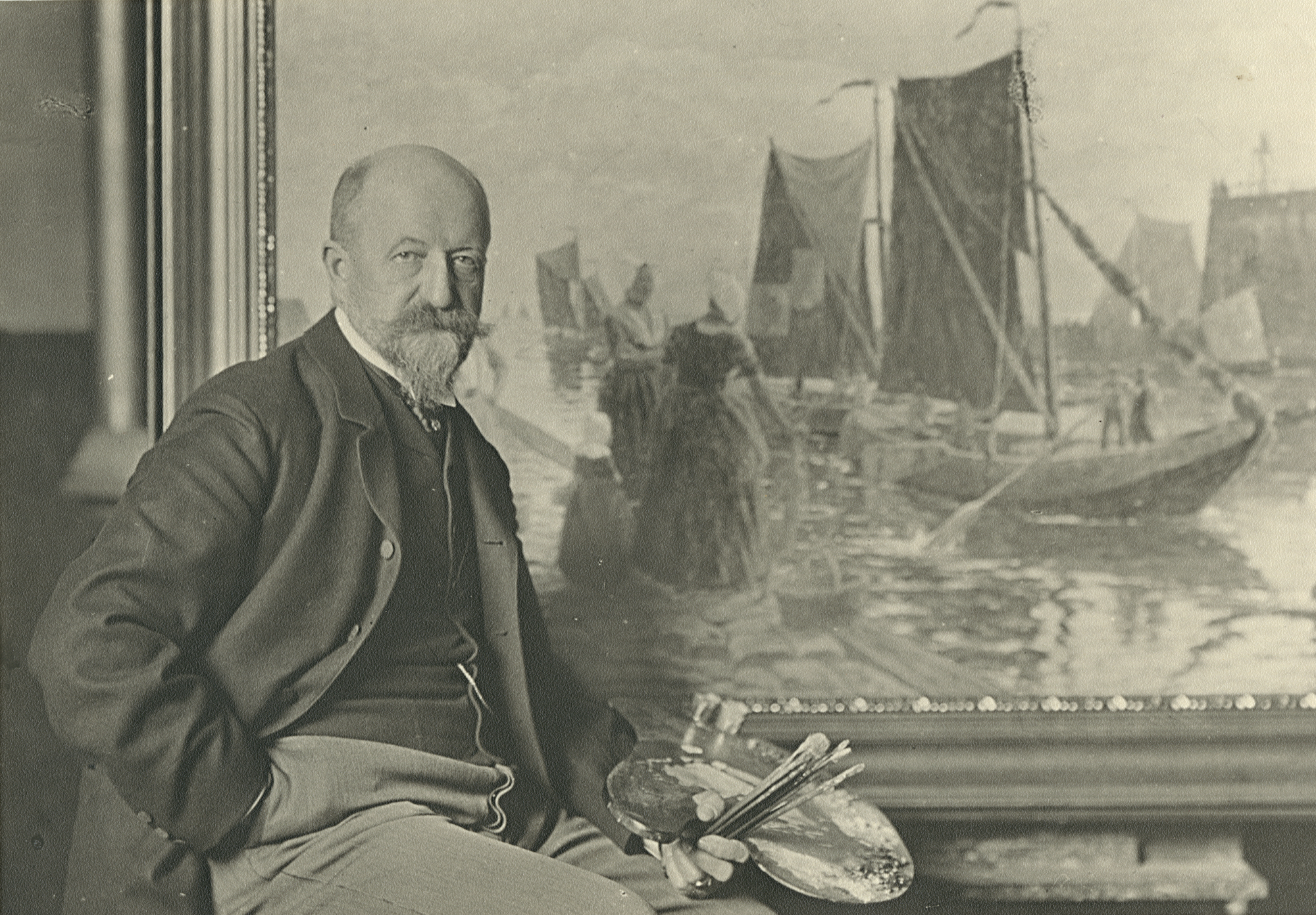
Joseph Resch, Aufnahme vom Atelier Müller-Hilsdorf

Joseph Resch (* 24. Oktober 1819 in München; † 19. April 1901 ebenda) war ein deutscher Lithograf und Maler (Aquarelle, Kreidezeichnungen und Porträts).

## Leben und Wirken

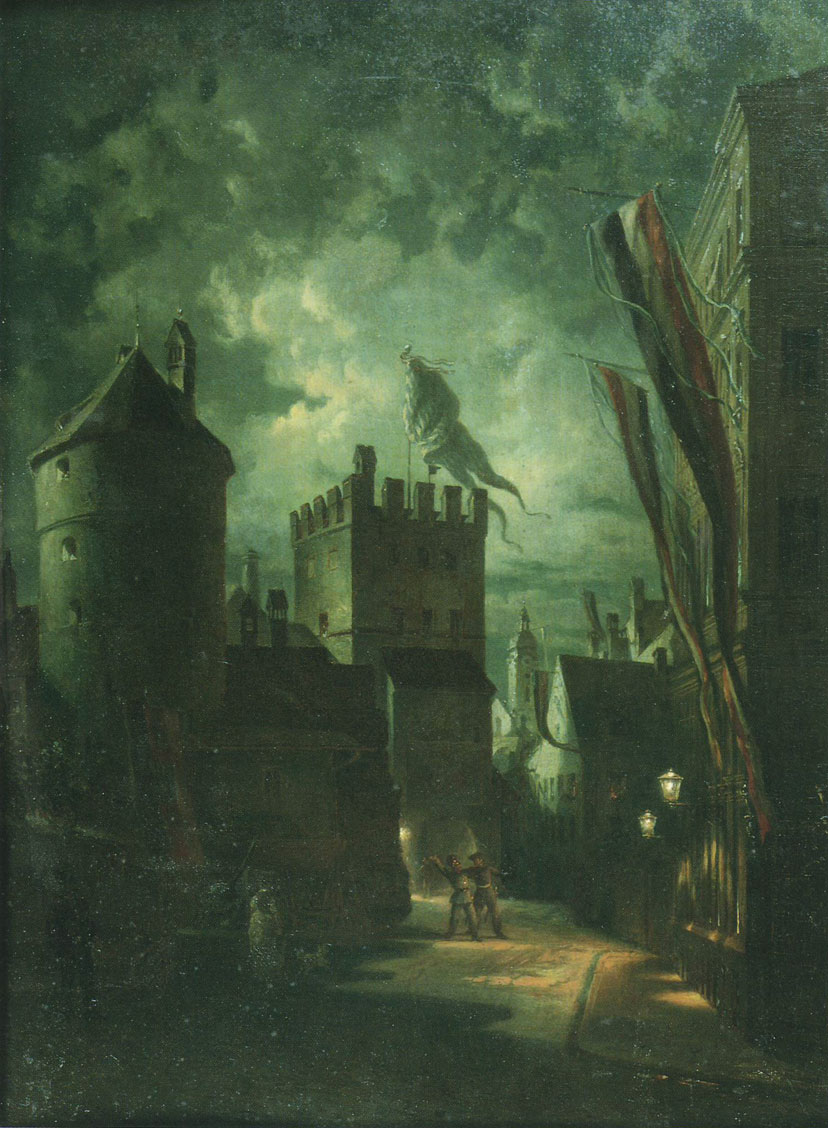
Das Kosttor mit dem Neuturm, 1871

Am 16. November 1835 begann der Sohn eines Stadtmusikus mit 16 Jahren eine Ausbildung im Fach Malerei an der Akademie der Bildenden Künste in München. Bekannt ist Resch neben seinen Gemälden auch für seine Lithographien. 1868 verfertigte er Karikaturen von Richard Wagners Wirken in München, die sich heute im König-Ludwig-II.-Museum befinden, sowie Karikaturen für die Münchener Bilderbogen.
Werke (Auswahl)
- Ruine Bodenlaube in Kissingen, Bleistiftzeichnung, 1846
- Der Marktplatz von Peschiera, Aquarell, 1854
- Die Sternwarte in Bogenhausen, Bleistiftzeichnung, 1868 aus der Sammlung Proebst (Münchner Stadtmuseum)[3]
- Das Kosttor in München vor dem Abbruch, Aquarell
- Das Isartor in München, 1881[4]
- St. Georgen i. A. mit dem Höllengebirge, Bleistiftzeichnung 1869
- Mönch beim Hühnerrupfen, Öl auf Malkarton, ca. 24,5 × 20 cm
- St. Stephansmünster in Alt-Breisach, Öl auf Leinwand (Rathaus Breisach am Rhein)

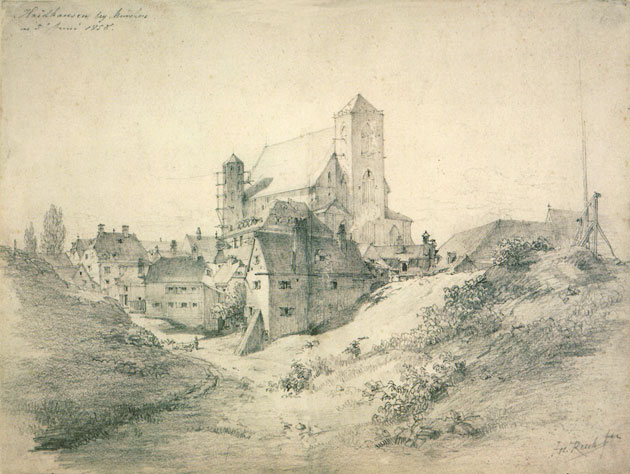
Die St. Johanniskirche in Haidhausen im Bau, 1858
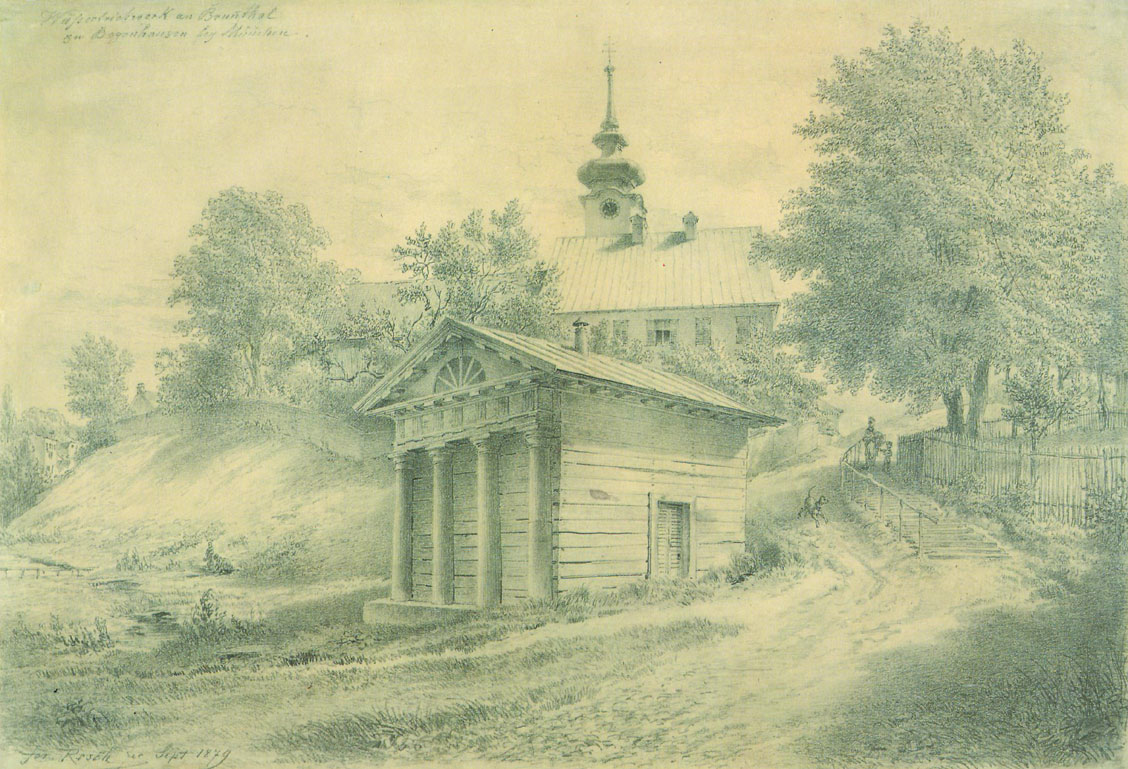
Das Brunnthal bei Bogenhausen, 1879
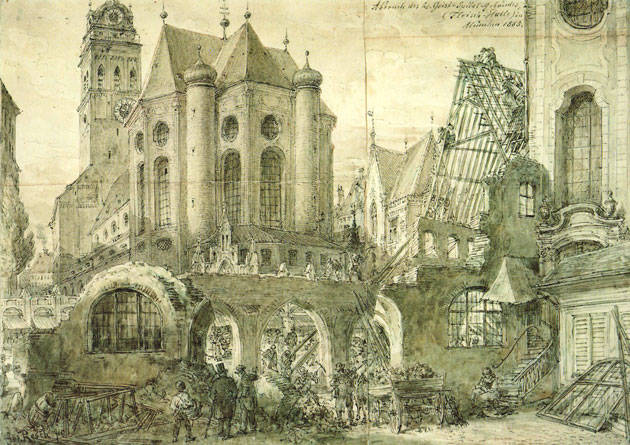
Abbruch des Weiberbaus des Heiliggeistspitals, 1885

Porträts
- Portrait einer Dame mit Biedermeierschmuck, München 1844[5]
- Rosa Kastner, Wiener Pianistin
- Friedrich Haase bayr. Hofschauspieler
- König Maximilian II. von Bayern in Zivilkleidung mit der Königin am Arm